# Căsătorii între persoane de același sex în Suedia
Căsătoria între persoane de același sex este legală în Suedia din 1 mai 2009. Noua lege a căsătoriilor în care nu se fac restricții cu privire la gen a fost adoptată de Parlamentul Suediei pe 1 aprilie 2009. Suedia este a șaptea țară  din lume care a permis cuplurilor de același sex să se căsătorească. Parteneriatele înregistrate existente rămân valide, și pot fi transformate în căsătorie dacă un cuplu dorește acest lucru. Noi uniuni civile nu vor putea fi încheiate.
Pe 22 octombrie 2009 sinodul general al Bisericii suedeze a hotărât cu 176 voturi pentru și 62 împotrivă în favoarea binecuvântării cuplurilor de același sex în biserici, inclusiv folosirea termenului căsătorie. Căsătoriile între persoane de același sex sunt efectuate de biserică din 1 noiembrie 2009.

## Parteneriat înregistrat
Parteneriatele înregistrate au fost introduse în Suedia în 1995. Suedia a fost a treia țară care a recunoscut uniunile de același sex, după Danemarca și Norvegia.
Parteneriatele înregistrate acordau toate drepturile, responsabilitățile și beneficiile căsniciei, inclusiv adopție și dispoziții speciale pentru situații de divorț. Partenerii înregistrați puteau adopta împreună. Fertilizarea in vitro pentru cuplurile lesbiene a fost permisă în 2005. Cetățenii altor țări care locuiau în mod legal în Suedia aveau dreptul să încheie un parteneriat înregistrat din 2000.
Diferența principală dintre parteneriate înregistrate și căsătorii era faptul că aceștia erau formulați în legi diferite, și că încheierea parteneriatelor nu putea fi efectuat de către biserică. Mulți cetățeni s-au plâns de acestă inegalitate, cerând o lege a căsătoriilor independentă de gen. Mulți ar fi preferat o lege independentă de gen prin care statul să fie cel care efectuează căsătoriile, în loc de legea existentă prin care datoria revenea bisericii, fiindcă acest lucru ar fi favorizat separarea între biserică și stat.

## Căsătorie
În 2004 parlamentul a înființat un comitet pentru investigarea posibilității deschiderii  căsătoriei pentru cuplurile de același sex. Raportul emis în martie 2007 era în favoriza adoptarea unei legi a căsătoriilor independente de gen, abrogarea legii parteneriatelor înregistrate (care ar fi devenit în mod automat căsnicii), și permiterea instituțiilor religioase să refuze efectuarea căsătoriilor între persoane de același sex. Ultima parte a fost controversată și a sporit cererea de a introduce o lege prin care căsătoria este pur civilă. În același timp, comitetul a recomandat ca guvernul să efectueze modificările până la 1 ianuarie 2008.
Șase din cele șapte partide din parlament (Partidul de Stânga, Partidul Verde, Partidul Social-Democrat, Partidul Liberal al Poporului, Partidul Moderat și Partidul de Centru) erau în favoarea reformei. Creștin-democrații erau împotriva ideii. Majoritatea suedezilor acceptau căsătoria între persoane de același sex, însă a existat o opoziție puternică din partea organizațiilor religioase și unor alte grupuri.
Mulți s-au plâns de procesul guvernamental lent de schimbare a parteneriatelor în căsătorii, în special pentru că cele două erau deja aproape același lucru. Mulți au considerat schimbarea ca fiind inevitabilă și ca următorul pas logic. S-a formulat că argumentul împotriva căsătoriilor persoanelor de același sex care susține că acestea ar pune în pericol căsătoriile cuplurilor de sex opus este invalidă, deoarece extinderea căsătoriilor la cuplurile de același sex nu ar avea un impact mai mare asupra societății decât legea deja existentă; și că generalizarea căsătoriilor este o chestiune de principiu și egalitate. Oponenții schimbării au avut părerea că aceasta amenință valoarea simbolică a căsătoriei.

### Votul pentru căsătoriile între persoane de același sex
Ministrul justiției din guvernul format din Partidul Moderat, Partidul de Centru, Partidul Liberal al Poporului și Partidul Creștin-Democrat, Beatrice Ask, a reacționat în mod pozitiv când comisia de expertiză și-a prezentat raportul. Soarta legislației nu era însă clară, deoarece unul dintre membrii coaliției era împotriva acesteia. Liderul Partidului Social democrat a spus că va prezenta proiectul parlamentului dacă guvernul nu poate acționa unit în cazul acestei probleme.
La începutul lunii Octombrie 2007 Partidul Verde, Partidul de Stânga și Partidul Social-Democrat au afirmat că vor conlucra să introducă o moțiune de opoziție în parlament pentru legalizarea căsătoriilor între persoane de același sex.
Pe 27 octombrie 2007 Partidul Moderat și-a exprimat în mod oficial susținerea față de căsătoriile între persoane de același sex, acest lucru însemnând că creștin-democrații au devenit singurul partid care se opunea legislației. Declarația liderului creștin-democraților, Göran Hägglund, la Sveriges Radio: „Poziția mea este aceea că am fost însărcinat de către partid să susțin că căsătoria e pentru bărbați și femei. ... Când discutăm subiectul între partide, suntem desigur deschiși și sensibili la argumentele aduse de ceilalți; vom vedea dacă putem să găsim o cale să ajungem la o soluție comună”.
Pe 12 decembrie 2007 Biserica suedeză a dat undă verde cuplurilor de același sex să se căsătorească în biserici, dar a recomandat ca termenul căsătorie să fie limitat la cuplurile de sex diferit. Guvernul a cerut opinia Bisericii înainte de introducerea legislației la începutul anului 2008. Răspunsul: „Căsătoriile și parteneriatele (cuplurilor de același sex) sunt forme echivalente de uniune. Așadar, sinodul general al Bisericii suedeze spune da propunerii de a uni legislațiile referitoare la căsătorii și parteneriate într-o singură lege. Potrivit sinodului Bisericii, cuvântul căsătorie ar trebui folosită, totuși, doar în cazul unei relații dintre o femeie și un bărbat.”
Pe 14 ianuarie 2008 doi politicieni de seamă ai Partidului Creștin-Democrat au adoptat o poziție împotriva partidului lor, și au început să susțină căsătoriile între persoane de același sex.
S-a crezut că guvernul va pune pe masă proiectul de lege referitor la căsătoriile între persoane de același sex la începutul anului 2008, însă proiectul a întârziat să apară. Acest lucru s-a datorat probabil opoziției creștin-democraților în guvernul de coaliție alcătuit din patru partide, în ciuda faptului că Partidul Creștin-Democrat era singurul care se opunea mișcării. După ce negocierile au eșuat, guvernul a primit un ultimatum de la parlament la sfârșitul lunii octombrie 2008, și s-a pregătit să supună proiectul unui vot liber.
Pe 21 ianuarie 2009 proiectul a fost introdus în parlament, a trecut pe 1 aprilie și a intrat în vigoare pe 1 mai. Proiectul a trecut cu 261 voturi pentru, 22 împotrivă și 16 abțineri. Proiectul a avut sprijinul tuturor partidelor cu excepția Partidului Creștin-Democrat și a unui membru al Partidului de Centru. The bill was supported by all parties except the Christian Democrats and one member of Center Party.

### Biserica suedeză
În 2009 Eva Brunne a fost aleasă și consacrată ca Episcop Luteran al Stockholm-ului. Ea este primul episcop lesbian din lume și primul episcop al Bisericii suedeze care este într-o relație înregistrată cu o persoană de același sex.
Pe 22 octombrie 2009 sinodul adunarea Bisericii suedeze (care nu mai este biserică națională, însă a cărei acord a fost important ca tranziția să se poată desfășura fără probleme) a votat preponderent în favoarea binecuvântării căsătoriilor de același sex, inclusiv folosirea termenului căsătorie. Este prima biserică majoră din Suedia care adoptă această poziție. Arhiepiscopul din Uppsala, Anders Wejryd, a comentat că este mulțumit de această decizie. A doua și a treia confesiuni creștine ca mărime, Biserica Romano-Catolică și Mișcarea Penticostală a Suediei au comentat că sunt dezamăgite de decizia Bisericii suedeze. Asociația Musulmană a Suediei a declarat în prealabil că niciun imam nu va oficia căsătorii între persoane de același sex.

## Opinia publică
Din sondajul Eurobarometer efectuat în toamna anului 2006 rezultă că 71% dintre suedezi au sprijinit căsătoriile între persoane de același sex. Acest nivel de consimțământ public a fost al doilea cel mai ridicat din Uniunea Europeană din acea vreme.
Sondajul YouGov efectuat între 27 decembrie 2012 și 6 ianuarie 2013 a arătat că 79% dintre suedezi sprijină căsătoria cuplurilor homosexuale, 14% sunt împotriva acesteia, iar 7% nu au opinie în acest sens.
Un sondaj Ipsos din mai 2013 arată că 81% din participanți erau în favoare căsătoriilor între persoane de același sex, iar alți 9% erau în favoarea unei alte forme de recunoaștere a cuplurilor de același sex.